# 金子篤司
金子 篤司（かねこ あつし、1922年- 2002年）は、日本の彫刻家。

## 経歴
1922年（大正11年）、山口県下関市に生まれる。神奈川一中（現県立希望ヶ丘高校）卒業後、日本刀鍛錬伝習所に入門。修業途中で兵役に召集されたが、兄弟子の人間国宝宮入行平とは、終生の交流を持ち続けた。
1949年、東京芸術大学美術学部木彫科入学。平櫛田中に師事。1953年同卒業。主に日展、日彫展などで活躍した。日展初入選以後、15回入選。日展会友。日彫展会員。1965年女子美術大学講師（以後18年間）。
1982年横浜美術協会会長。横浜美術協会理事・相談役。2002年、神奈川県相模原市にて心不全のため死去。（「ART MIND　２００６秋季号」Ｐ．１」

## 主要作品
- 「小鍛冶」　1988年パレ・デ・コングレ賞（パリ・日本の美術展）、第5回日本芸術選奨大賞（アートジャーナル社）、関市立関鍛冶伝承館（所蔵）（「ART MIND」 ２００７春　Ｐ．６１）
- 「好日（平櫛田中像）」　1962年第7回日展。東京芸術大学大学美術館（所蔵）（「ART MIND」２００４・５　Ｐ．４８）
- 「真間の手児奈」　千葉県市川市立市川文学館（所蔵）（「ART MIND」２００５・７　Ｐ．１１９）
- 「宮入行平像」　長野県坂城町立鉄の展示館（所蔵）（「ＡＲＴ　ＭＩＮＤ」２００７春　Ｐ．５９）
- 「土用干し」　第12回（1980年）日展。神奈川県立かながわ女性センター（所蔵）（ＢＭ（美術の森杜）２００６・８　Ｐ．１３３）
- 「シャムネコ」　第3回（1970年）ミレー友好協会展。アートグラフ最優秀アート大賞（「芸術公論」１９８６・５　Ｐ．２５８）
- 「鵤（いかるが）に祈る（聖徳太子像・立像）」　第16回日彫展（1986年）。芸術文化恩賜賞。聖徳大学（所蔵）（ＢＭ（美術の森杜）２００４・０２　Ｐ．２２３）
- 「歓迎」　1994年アートグラフ優秀作家大賞（「芸術公論」１９９５・９　Ｐ．６０）
- 「捨て児」　第12回日彫展（1982年）
- 「鵤の夢」　第15回日彫展（1985年）。第33回ミレー友好協会展（1991年）シャイヨンビエール市長賞（「ＡＲＴ　ＭＩＮＤ」２００５・７　Ｐ．１２０）
- 「不動明王」　横浜美術協会ハマ展（1985年）（「ＡＲＴ　ＭＩＮＤ」２００５・７　Ｐ．１２１）
- 「茨木童子」　第18回日彫展（1988年）（「ＡＲＴ　ＭＩＮＤ」２００５・７　Ｐ．１１８）

他